# Scotopteryx transmarina
Scotopteryx transmarina là một loài bướm đêm trong họ Geometridae.